# Bathyphantes waneta
Bathyphantes waneta är en spindelart som beskrevs av Ivie 1969. Bathyphantes waneta ingår i släktet Bathyphantes och familjen täckvävarspindlar. Inga underarter finns listade.